# Скотт Дарлінг
Скотт Дарлінг (англ. Scott Darling; 22 грудня 1988, м. Ньюпорт-Ньюс, США) — американський хокеїст, воротар. Виступає за «Чикаго Блекгокс» у Національній хокейній лізі (НХЛ). 
Виступав за Університет Мену (NCAA), «Флорида Еверблейдс» (ECHL), «Гамільтон Бульдогс» (АХЛ), «Мілвокі Адміралс» (АХЛ), «Цинциннаті Сайклонс» (ECHL), «Чикаго Блекгокс», «Рокфорд АйсХогс» (АХЛ).
В чемпіонатах НХЛ — 14 матчів, у турнірах Кубка Стенлі — 5 матчів.
Досягнення
- Володар Кубка Стенлі (2015)